# Calophaenoidea
Calophaenoidea is een geslacht van kevers uit de familie van de loopkevers (Carabidae). De wetenschappelijke naam van het geslacht is voor het eerst geldig gepubliceerd in 1930 door Liebke.

## Soorten
Het geslacht Calophaenoidea is monotypisch en omvat slechts de volgende soort:
- Calophaenoidea arrowi Liebke, 1930